# Procurador general de Texas

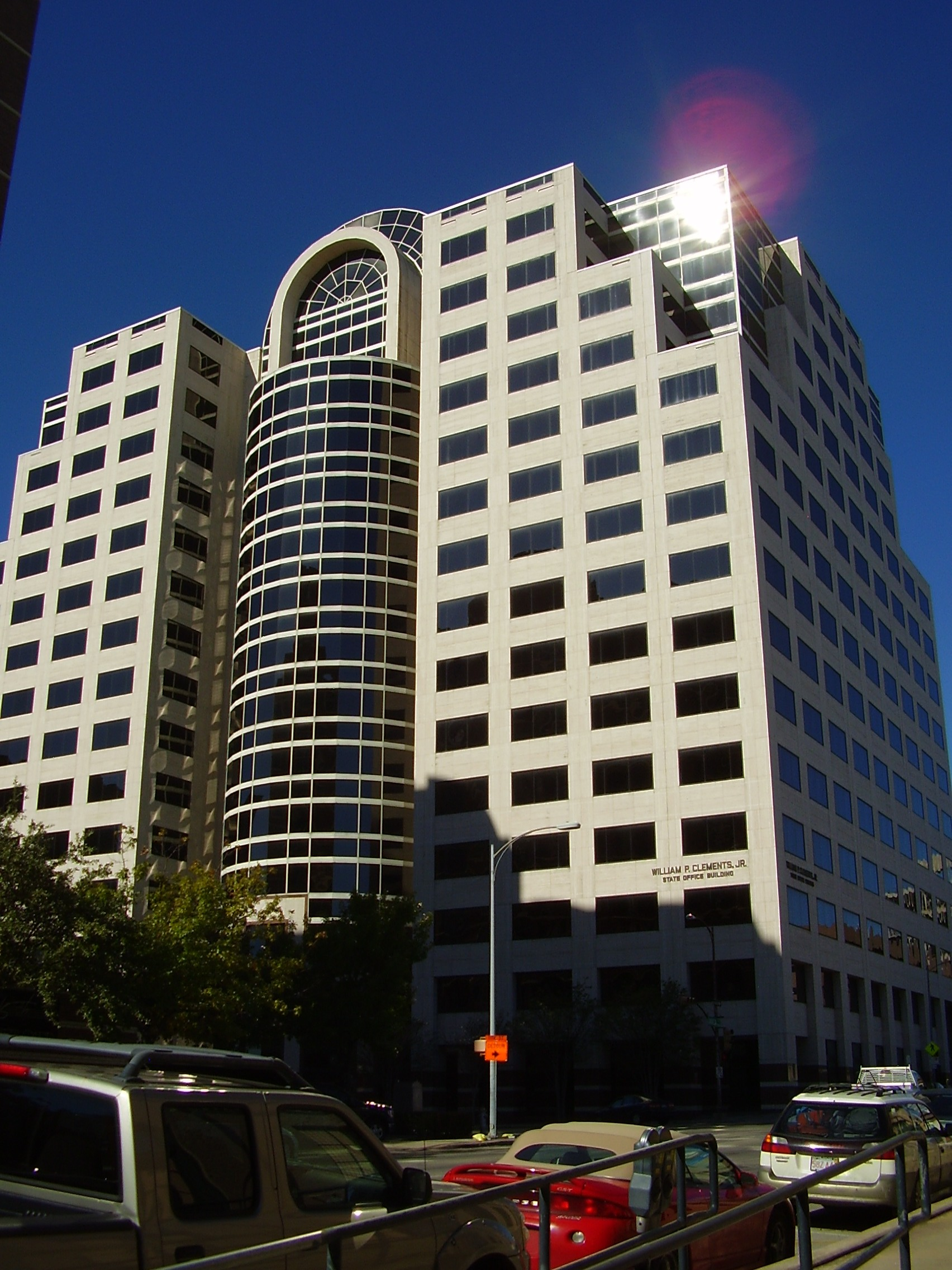
El William P. Clements State Office Building tiene las oficinas del procurador

El procurador general de Texas (en inglés Texas Attorney General) es el funcionario estatal de Texas encargado de hacer cumplir la ley y el abogado del estado. El procurador está a cargo de los abogados que representan al estado. A partir de 2016 Ken Paxton es el procurador general.
El procurador tiene oficinas en el William P. Clements State Office Building en Austin.